# 科克斯希思 (阿拉巴馬州)
科克斯希思（英語：Coxheath）是一個位於美國阿拉巴馬州馬倫戈縣的非建制地區和人口普查指定地區。根據2010年美國人口普查，該地共人口500人，而該地的面積約為5.00平方千米。

## 地理
科克斯希思的座標為32°05′16.5″N 87°54′37″W / 32.087917°N 87.91028°W，而該地最高點為海拔高度46米（即151英尺）。